# 望祥駅
望祥駅（マンサンえき）は大韓民国江原特別自治道東海市望祥洞にある韓国鉄道公社嶺東線の駅である。通常は駅員が配置されないが、夏季輸送期間には配置される。

## 駅構造
- 1面1線の地上駅。

## 歴史
- 1962年8月9日 : 臨時乗り場として開業。
- 1972年7月20日 : 駅員配置簡易駅で駅員がない無配置簡易駅に変更[1]
- 2008年1月1日 : 定期旅客列車停車中止
- 2009年5月25日 : 鉄道公社と東海市の間の協約を通じて夏季お休み期間の間 5往復停車
- 2010年4月1日 : 旅客列車停車再開
- 2010年6月28日 : 名誉駅長任命
- 2011年10月5日：定期旅客列車停車再中止

## 駅周辺
- 望祥海水浴場

## 隣の駅
韓国鉄道公社
嶺東線
墨湖駅 - 望祥駅 - 望祥海水浴場駅